# Lepyrodia valliculae
Lepyrodia valliculae är en gräsväxtart som beskrevs av John McConnell Black. Lepyrodia valliculae ingår i släktet Lepyrodia och familjen Restionaceae. Inga underarter finns listade i Catalogue of Life.